# Ian Stevens
Pas d'image ? Cliquez ici

a Compétitions nationales et continentales officielles uniquement.

b Matchs officiels uniquement.
 Ian (Nectar) Neal Stevens, né le 13 avril 1948 à Waipawa (Nouvelle-Zélande), est un ancien joueur de rugby à XV qui a joué avec l'équipe de Nouvelle-Zélande. Il évoluait au poste de demi de mêlée et de demi d'ouverture (1,75 m pour 81 kg). 

## Carrière
C'est un des rares All-Blacks qui ait joué demi de mêlée et demi d'ouverture.
Il dispute son premier test match avec l'équipe de Nouvelle-Zélande le 16 décembre 1972 contre l'équipe d'Écosse. Son dernier test match est contre l'équipe de France, le 8 juin 1974. 

## Palmarès
- Nombre de test matchs avec les All Blacks : 3
- Nombre total de matchs avec les All Blacks : 33